# Üriye Kermençikli
Üriye Kermençikli (n. 4 noiembrie 1938, Simferopol, RSFS Rusă, URSS) este o cântăreață tătară crimeeană, interpretă de cântece populare tătare crimeene și solistă a ansamblului de cântec și dans „Qaytarma⁠(d)”.

## Biografie
Üriye Kermençikli s-a născut la 4 noiembrie 1938 la Simferopol, Crimeea, în familia lui Ilmi și Refika Kermençikli. Doi dintre unchii săi (frați ai tatălui) erau artiști: unul lucra la teatrul tătar crimeean, iar al doilea, Cemil Kermençikli, era poet. De asemenea, era rudă cu cântăreața Sabriye Erecepova.
În 1944, a fost deportată cu familia în Uzbekistan. Acolo au locuit într-o colonie obligatorie, după care familia s-a stabilit la Bekabad⁠(d). Conform lui Üriye însăși, le era interzis să comunice în limba maternă, tătară crimeeană. În 1951, familia s-a mutat la Samarkand. Üriye a absolvit cu diplomă de onoare Școala de Muzică din Samarkand și a fost admisă la Conservatorul de Stat din Tașkent⁠(d). A învățat limba tătară crimeeană la maturitate, abia după ce a terminat studiile superioare. În același timp, a învățat cântece populare tătare crimeene⁠(d).
Fiica sa, Dinara Memetivna Faiizova (Arslanova), este maestru de balet⁠(d) și conducătoare a ansamblului tătar crimeean „Qırım Efsanesi” din New York.

## Carieră
După absolvirea conservatorului, Kermençikli a fost invitată să facă parte din noul ansamblu național de cântec și dans tătar crimeean „Qaytarma⁠(d)” („Haitarma”). Aici a făcut cunoștință cu viitorul ei soț, Memet Arslanov, care era directorul muzical al ansamblului. Împreună au scris multe cântece, printre care „Kim yaş bilgan”, „Tango menim”, „Yapraklar Sarardı”, „Anna umüti”, „Anam”, „Yırla sazım”, „Koyumuznın yollari” și „Baar keldi sen de kel yar”. Üriye Kermençikli a interpretat peste 100 de cântece tătare crimeene, dintre care mai mult de jumătate au fost interpretate cu orchestra simfonică și de estradă a radioului și televiziunii din Uzbekistan, precum și înregistrate pe discuri cu ansamblurile „Qaytarma” și „Efsan”.
Mentora sa a fost Sabriye Erecepova, iar pe parcursul carierei muzicale a colaborat, în special, cu Cemil Karikov⁠(d).
În 2006, la invitația primarului orașului St. Charles⁠(d), Missouri, Kermençikli și echipa de creație „Efsan” au evoluat la festivalul anual „Oktoberfest” cu un program vocal și coregrafic tătar crimeean, Üriye fiind responsabilă de partea vocală. Organizatorii festivalului au oferit echipei un loc de muncă în SUA, ca urmare Kermençikli s-a mutat cu familia la New York. Au susținut un concert pentru comunitatea tătarilor crimeeni din New York și au participat la programul Națiunilor Unite dedicat Zilei Internaționale a Popoarelor Indigene și Festivalului Internațional de Folclor al Națiunilor Unite, organizat la Brooklyn Public Library⁠(d) cu participarea a 50 de țări. Üriye a interpretat două cântece însoțite de un program de dans al fiicei sale Dinara.
A fost decorată cu titlul onorific de Artist Emerit al Uzbekistanului.
În 2007, a fost inclusă pe locul 19 în lista celor mai populare femei tătare crimeene, conform unui grup de experți și artiști tătari crimeeni.
În 2014, ca răspuns la agresiunea rusă, a fost printre semnatarii declarației oamenilor de cultură ai Ucrainei către comunitatea creativă a lumii.
În 2021, ansamblul „Ukrainian Village Voices” din New York a organizat un master-class online de muzică tătără crimeeană, condus de Üriye Kermençikli împreună cu fiica ei Dinara, care a atras atenția ascultătorilor din Canada, Scoția și diferite state americane.

## Discografie
- Kim yaş olmağan
- Tango menim
- Yapraklar Sarardı
- Anna umüti
- Anam
- Yırla sazım
- Koyumuznın yolları
- Baar keldi sen de kel yar